# John Edward Pugh
John Edward Pugh, kanadski letalski častnik, vojaški pilot in letalski as, * 29. april 1890, Great Soughall, Chester, † 28. maj 1966, Kanada.
Stotnik Pugh je v svoji vojaški službi dosegel 5 zračnih zmag.

## Življenjepis
Ko je bil star 23 let, je emigriral v Kanado. Ob začetku prve svetovne vojne je služil z Alberta Dragoons, dokler ni bil 16. septembra 1916 ranjen na Sommi.
Po začetnem pilotskem usposabljanju je začel leteti z D.H.4 v sestavi 25. eskadrona RFC. Kot vojaški pilot je služil osem mesecev.

## Odlikovanja
- Military Cross (MC)
- Distinguished Flying Cross (DFC)